# 迈克尔·卢卡斯
迈克尔·卢卡斯（英語：Michael Lucas，1972年3月10日-），出生時名為安德列·利沃维奇·特雷瓦斯（羅馬化：Andrei Lvovich Treivas），是一名俄羅斯-以色列-美國GV男優、導演、社会活动家，纽约最大的男同性戀色情片公司盧卡斯娛樂的創建者和執行長。
亦為《倡議者》、《赫芬顿邮报》和《粉紅新聞》的專欄作家。

## 簡介

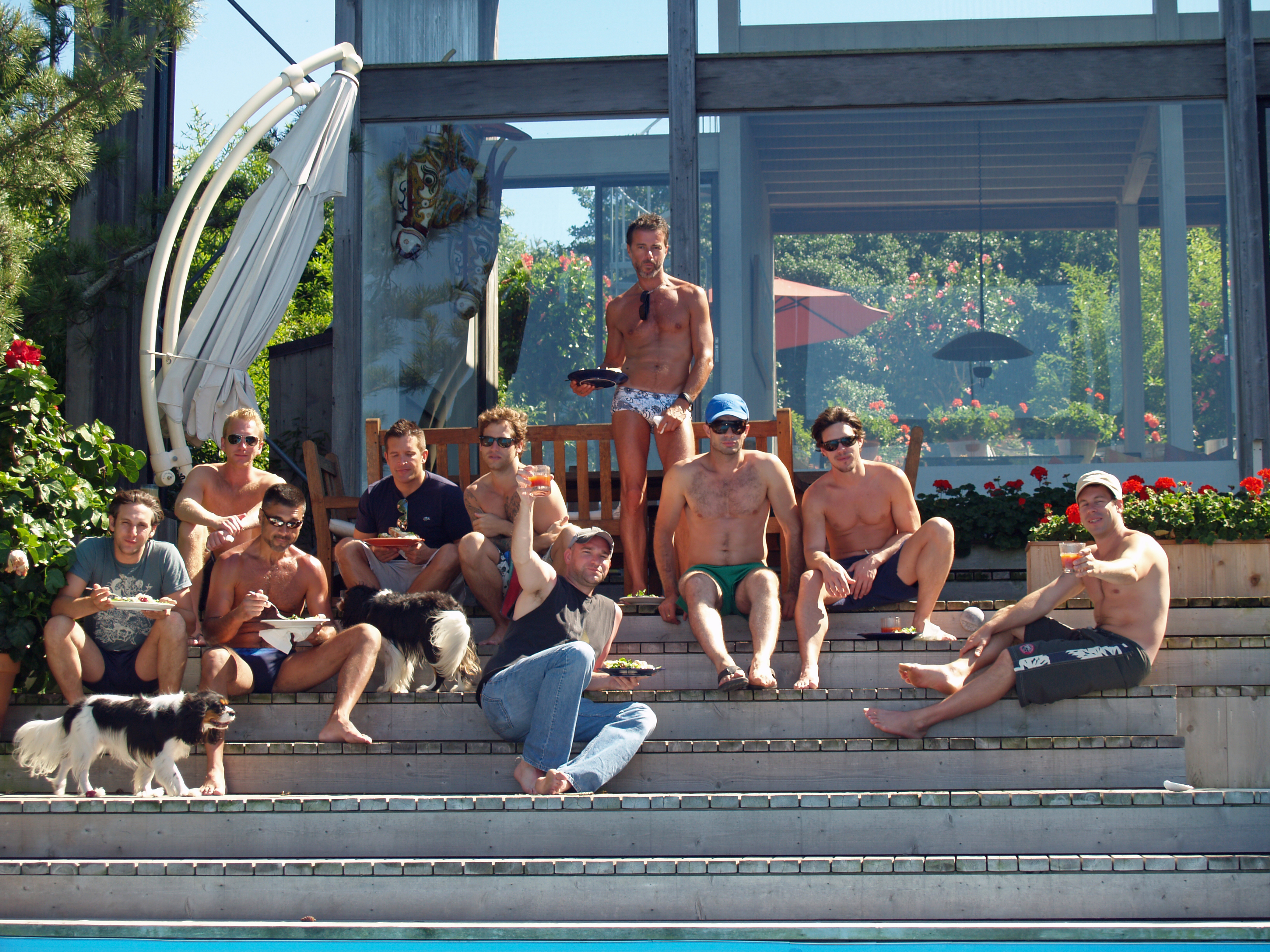
盧卡斯（戴藍帽者）與同事們在法爾島上的家吃午餐

卢卡斯出生于俄罗斯莫斯科，於1997年迁居纽约，并在2004年11月12日宣誓成为美国公民。2008年10月，他与交往了8年的男友理查德·溫格结婚，但两人在2014年离婚。
《新共和》稱盧卡斯為“同志色情界新保守主义者的中流砥柱”，而《首页杂志》曾指他是“當今同志成人娛樂界最主流、最煽動和最具爭議性的人。”他的色情片作品《迈克尔·卢卡斯的甜蜜生活》請來了多名GV男優友情客串，其預算達到$250,000，是有史以來製作成本最高的男同性戀色情片。 2009年，盧卡斯因其“作為知名導演和演員的重要度”入選同志成人影像大獎名人堂。他曾入选2009年《纽约》关于从纽约白手起家，並登上人生巅峰的人物特辑。
盧卡斯以其激進主義和直言不諱而聞名。他反對同志社群中的藥物濫用，支持安全性行為，哈維·菲爾斯坦曾對他進行過一次採訪。盧卡斯在《New York Blade》上有關哈雷迪猶太教和伊斯兰教的專欄文章在2008年2月他來到史丹佛大學演講時引發了一場校園辯論。2010年，他在牛津大学與彼得·塔切尔和蘇·桑德斯展開了一場關於同志平權運動是否會動搖家庭價值的辯論。
近年来，卢卡斯开始从事纪录片导演的工作。2012年，他发行了自己首部纪录片电影《脫光以色列：應許之地的男同志》，影片记录了以色列LGBT社区的兴盛。2014年，他发行了第二部纪录片《仇恨行動：以俄之名》，影片反映了俄罗斯当下政坛和社会反同性戀的狀況。

## 作品

### 男同性戀色情片
盧卡斯出演的男同性戀色情片作品完整列表可在Lucas Entertainment.com找到，列表里还有卢卡斯导演、编剧或制作的影片。

### 紀錄片
- 2012年，《脫光以色列：應許之地的男同志（英语：Undressing Israel: Gay Men in the Promised Land）》 （创作、制作与导演）
- 2014年，《仇恨行動：以俄之名（英语：Campaign of Hate: Russia and Gay Propaganda）》（合作导演与制作）

## 得獎
- 2000年，同志成人色情影片大奖（英语：Adult Erotic Gay Video Awards） 最佳新晋导演
- 2001年，同志成人影像大奖最佳個人表演《法尔岛巡航》（Fire Island Cruising）
- 2007年，同志成人影像大獎最佳演员《迈克尔·卢卡斯的甜蜜生活》
- 2007年，同志成人影像大獎最佳三人《迈克尔·卢卡斯的甜蜜生活》
- 2007年，同志成人影像大獎最佳导演《迈克尔·卢卡斯的甜蜜生活》（与托尼·迪马科合作导演）
- 2008年，XBIZ奖（英语：XBIZ Award）GLBT年度导演（与托尼·迪马科合作导演）[26]
- 2008年，XBIZ奖年度宣传《迈克尔·卢卡斯死了》（Michael Lucas Found Dead）[26]
- 2009年，同志成人影像大獎名人堂

## 外部連結
- 官方网站
- Michael Lucas在互联网电影资料库（IMDb）上的資料（英文）
- 成人電影資料庫上Michael Lucas的资料（英文）